# ウェス・ボーランド
ウェズリー・ルーデン・ボーランド（Wesley Louden Borland、1975年2月7日 - ）は、アメリカ合衆国のロックミュージシャン、歌手。ラップメタルバンド「リンプ・ビズキット」のギタリストとして最も知られている。

## 来歴
バージニア州リッチモンドにて誕生。幼少期のほとんどをナッシュビルで過ごす。元々ギターではなくドラムに音楽的な関心を抱いていたが、自宅内での打楽器演奏を両親から認めてもらえなかったこともあり、両親の所属する長老派教会のメンバーからギターを学ぶことに決めた。しかし、すぐに彼は自分自身の音楽的な指向が、（かなりカントリーミュージックに偏った）ナッシュビル周辺のトレンドに合わないことに気がつくことになる。後にコリン・デベニッシュの取材において「僕がギターレッスンに何かしら持ってくだろ？　すると先生が言うんだ。『私はダムドなんか聴いた事がない。さぁメルル・ハガードでも弾こうじゃないか』ってさ」と語っている。後年の音楽活動に大きな影響を及ぼすことになった、ラップクルーのパブリック・エネミーとメタルバンドであるアンスラックスの共作『Bring the Noise』に触発されて、ボーランドの関心はヒップホップ・ミュージックに向けられていたのだ。
両親とともにフロリダ州ジャクソンビルに転居し、ここでも地域の音楽シーンに失望することとなり、ダグラスアンダーソン芸術学校に通いはじめた。在学中にボーランドは特殊効果や立体芸術など、様々なアートに出会うが、その一方でジャズ専門のギター教師と作業を共にするなど、ギターレッスンを通じて音楽を続けていた。
1994年にリンプ・ビズキットを結成。2001年に脱退し、2004年に復帰。2006年リンプ・ビズキットを再脱退し、ブラック・ライト・バーンズへ加入した。
2008年3月30日に東京ドームで行われたX JAPANの復活ライブ「攻撃再開 2008 I.V.〜破滅に向かって〜」にガンズ・アンド・ローゼスのリチャード・フォータスと共にゲスト出演した。
2009年にリンプ・ビズキットに再復帰。

## 人物
クリーントーンのアルペジオピッキングにディレイを強くかけた独特なギター・リフと奇抜な全身メイクが特徴である。
趣味は油絵であり、いくつかの作品のジャケットアートを手がけている。

## 私生活
1998年4月、ザーマクミランと結婚したが、2001年に離婚。2009年3月にアンナカーリスと結婚。しかし、2013年に離婚。2016年10月にキャレキャロウェイと結婚。しかし、彼女は2019年に離婚を申請した。結婚と離婚を繰り返している。

## ディスコグラフィー

### ソロ
- Crystal Machete (2016)
- Matadors and Daughters (EP) (2018)

## 出演作品

### TVシリーズ
- Oddities（2012年）
- Sight Unseen（2016年）